# 加熱乾燥車

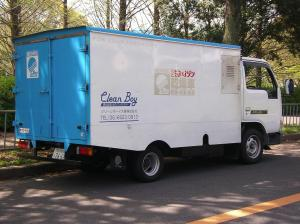
加熱乾燥車（車種：ニッサンアトラス）

加熱乾燥車（かねつかんそうしゃ）とは荷台部分に高効率で大型の乾燥機能を備えた車両で、軽自動車から大型まで多種ある。メーカーによって乾燥車、布団乾燥車、寝具乾燥車などの名称がある。車両はトラックタイプに限らず、バンの荷台自体に乾燥機能がついたタイプもある。また、車両に限らず宿泊施設など頻繁に使用する場合に用いられる設置型などもある。

## 概要

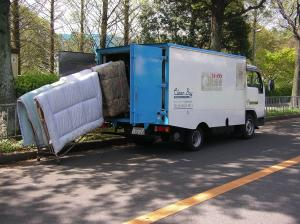
寝具乾燥（車種：ニッサンアトラス）

加熱乾燥車は主に寝具の乾燥目的で使用されるが、寝具以外にも畳やマットも乾燥できる。花粉・黄砂・PM2.5・埃アレルギーなどを懸念し天日に布団を干すことを避ける家庭や官公庁、宿泊施設、老人・児童施設などでの清潔保持のための需要がある。
利用者の事業所・施設・家屋に出向き、その場で車両に搭載した加熱乾燥機に寝具などを入れ、加熱乾燥を行う。薬剤を使用せず炉内で熱源を発生させ、その熱源を利用した温風に変え、庫内の寝具などに当てる。
100Vの電源を用いるため、車種によっては発電機を搭載しているものもある。遠赤外線・オゾン機能が付いた物や天日で干すのと比べて4倍の乾燥力と60倍の殺菌力を兼ね備えているものもある。
害虫の駆除における効果としては、体内構成物質であるタンパク質が45℃以上の熱で変性するものを利用した駆除になり、ダニ・トコジラミ（南京虫）・タバコシバンムシ・チャタテムシ・カビなどの駆除・殺菌・除菌に効果がある。
特に薬剤に耐性を持った害虫の駆除には、その他方法と比べても高い効果があり、薬剤の使用できない寝具類やベッドマットやベッドボトム、ほか薬剤を使うと支障のあるような物も乾燥でき、再度利用できる様になる。

## 熱源種類
加熱乾燥車には大きく分けて『灯油』『電気』『ガス』など3種類で熱源を発生しその熱源を利用した温風に変え加熱乾燥する。『熱』から『風』に変える仕組みには『直火式』と『熱交換式』の2種類がある。
直火式
乾燥庫と同一空間に熱源を配置する方式。効率が良い。熱が高くなり易く火力が高い。名称の通り、直火であるためメンテナンスが行き届いてなかったり、古い乾燥車は、臭いが付着することがある。
熱交換式
熱源を囲んでおき、熱源から発せられる排熱を排気口へ送る煙突や、釜(金属で覆われた熱源)に風をあて、庫内へ温風として送る方式。直接熱源に風が当たらない為匂いは皆無だが、温度上昇に時間がかかる。効率が悪く、ランニングコストも割高になる。それを補うため風量が強めになっており、風力と加熱温度で乾燥させていく。

## 製造業者
加熱乾燥車は自動車メーカーが製造したシャーシに架装業者が乾燥機の装置部分を架装する事で製作される。自動車メーカーは主に自動車として機能し公道を走れる状態にして販売（エンジン・タイヤ・ホイール・車軸運転室・各種灯火など）し、架装業者は乾燥機の部分、乾燥室を製造する。以下は、以前全国加熱乾燥協会（2011年現在活動なし）を運営したメーカーと現在も加熱乾燥車の製造、販売のシェアを持つ架装業者を挙げる。

### 全国加熱乾燥協会役員メーカー
- サニーペット：加熱乾燥車、移動入浴車などの製造、販売最大手。降雨時に収納式の屋根が出るオプションなどもある。
- 石丸鉄工所：現在はファクシス（株）に。乾燥事業は継続しているが加熱乾燥車の製造、販売はしていない。以前、加熱乾燥事業、クリーンボーイを全国展開。現在はクリーンボーイ大阪（株）に事業譲渡。
- 東海機器工業：福祉用品の洗浄や畳の事業内で乾燥車を製造、販売している。ノズルから薬剤を噴霧する独自のサンクリーンシャワーシステムなども装備している。
- 極東産業：創業以来、畳機械メーカーとして関連分野であるインテリア業界、食品機器業界へと多角化している老舗メーカー。
- 讃岐製作所

### その他
- デベロ
- アンデックス
- ジェイツーコーポレーション

## 資料
- NHK　「ダニ一掃大作戦～シリーズあなたの知らない害虫対策～」『なせばなるほど』　1994年7月21日、20:00～21:00。
- テレビ朝日　『最終警告!たけしの本当は怖い家庭の医学』　2009年10月13日、20:00～21:48。
- テレビ朝日　『たけしの健康エンターテインメント!みんなの家庭の医学』　2010年6月29日、20:00～20:54。
- TBS　『はなまるマーケット』　2010年5月14日、8:30～9:55。
- テレビ朝日　『スーパーモーニング』　2010年10月14日、8:00～9:55。